# アレクサンドル・オペクーシン
アレクサンドル・ミハイロヴィチ・オペクーシン（ロシア語: Александр Михайлович Опекушин、1838年11月28日 - 1923年3月4日）はロシアの彫刻家。代表的な作品にノヴゴロドのロシア1000年記念碑（1862年）、モスクワのプーシキン像（1880年）、ピャチゴルスクのミハイル・レールモントフ像（1889年）、モスクワのアレクサンドル2世像（1898年制作、1918年に破壊され2005年に再建）とアレクサンドル3世（1912年作、現存しない）などがある。
また小惑星オペクシン（5055 Opekushin）はオペクーシンの名に因んで名づけられた。

## 作品

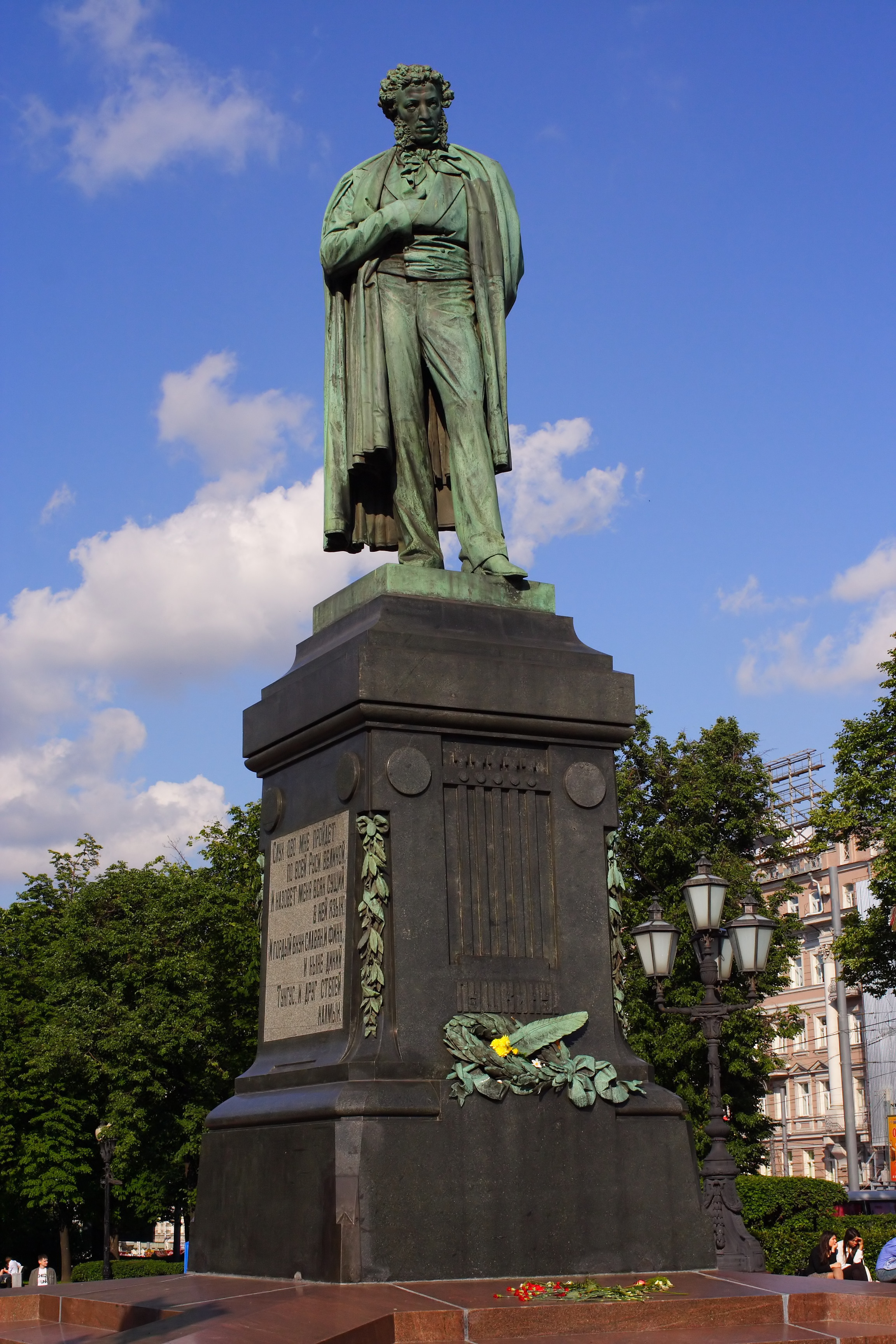
モスクワのプーシキン像（1880年）
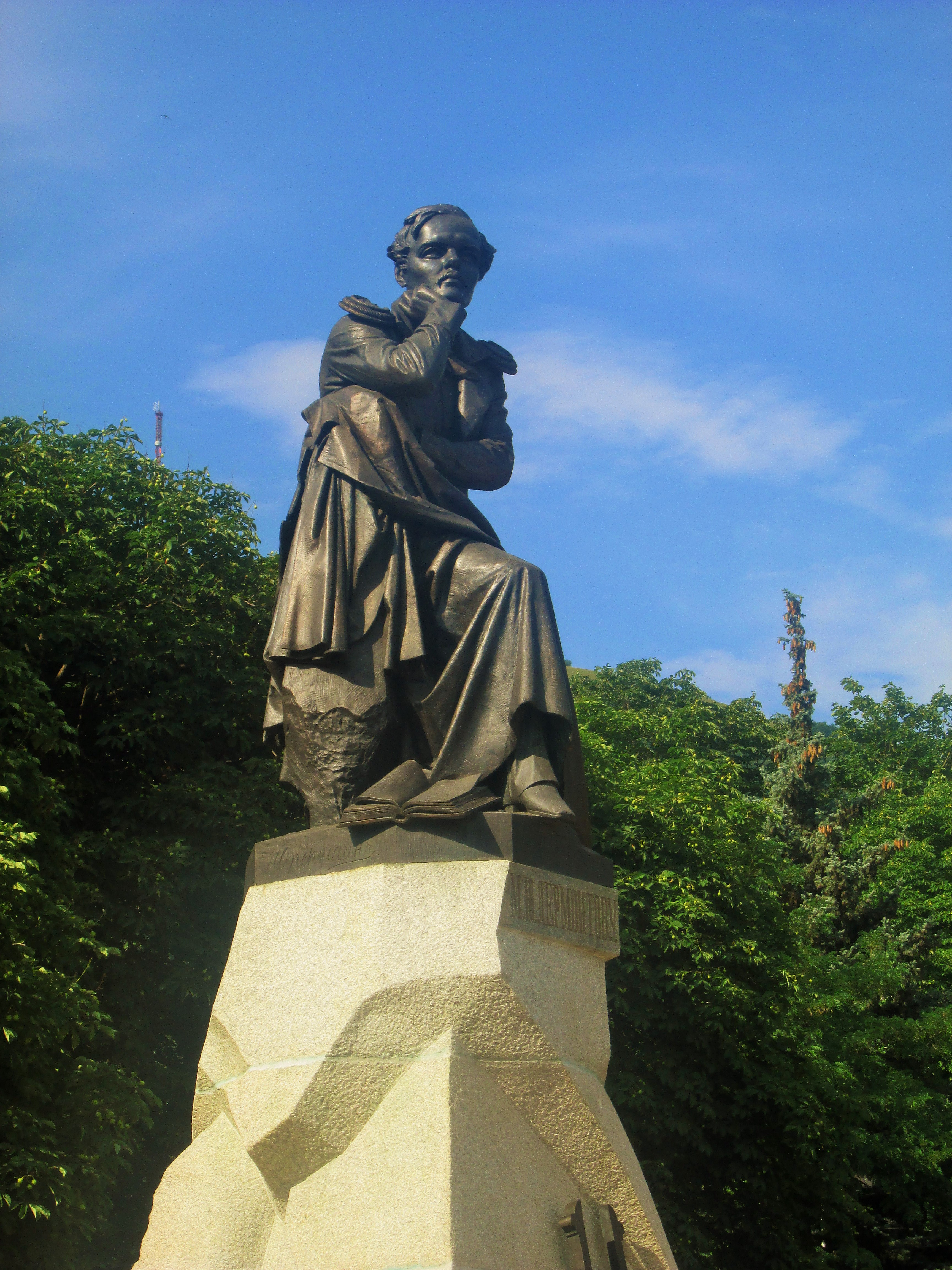
ミハイル・レールモントフ像（1889年）